# Owczary (powiat oławski)
Owczary (niem. Tempelfeld) – wieś w Polsce położona w województwie dolnośląskim, w powiecie oławskim, w gminie Oława. Przez miejscowość przebiega droga krajowa nr 39, która w okolicy bezkolizyjnie i bez węzła przecina autostradę A4 – węzeł zlikwidowano prawdopodobnie około 2000 roku. W czasach Polski Ludowej, do 1985 roku, Owczary leżały w ciągu drogi międzynarodowej E22.

## Podział administracyjny
W latach 1975–1998 miejscowość położona była w województwie wrocławskim.

## Zabytki
Do wojewódzkiego rejestru zabytków wpisane są:
- kościół parafialny pw. św. Marcina, zbudowany w drugiej połowie XV w., z wieżą z XVI w., przebudowany w 1680 r., koniec XIX w.; gotycki kościół jest murowany, jednonawowy; w XVIII w. wnętrze zmieniono na barokowe; zachowało się gotyckie sakramentarium[7]
- wiatrak holender, z XIX w.

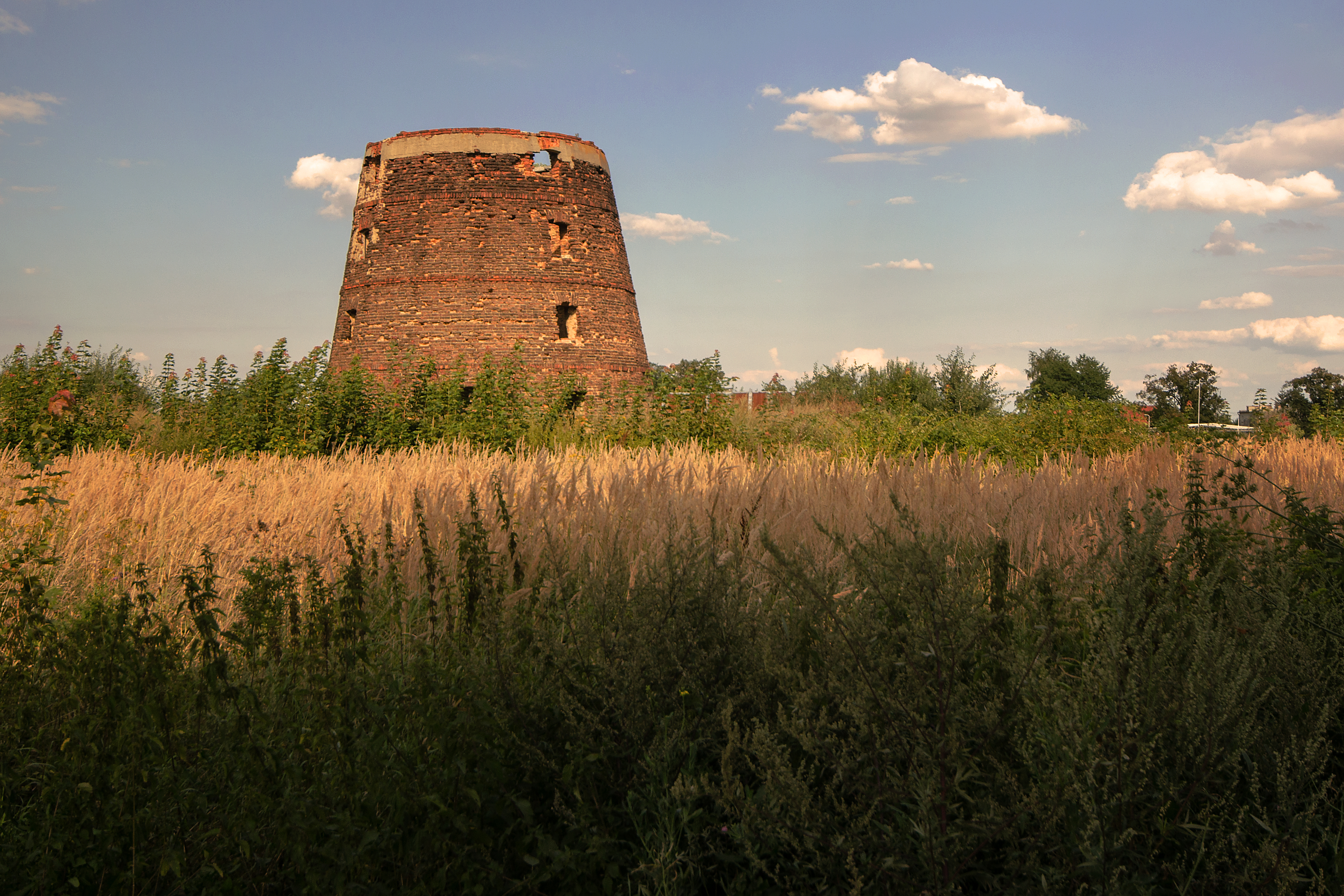
Zabytkowy wiatrak
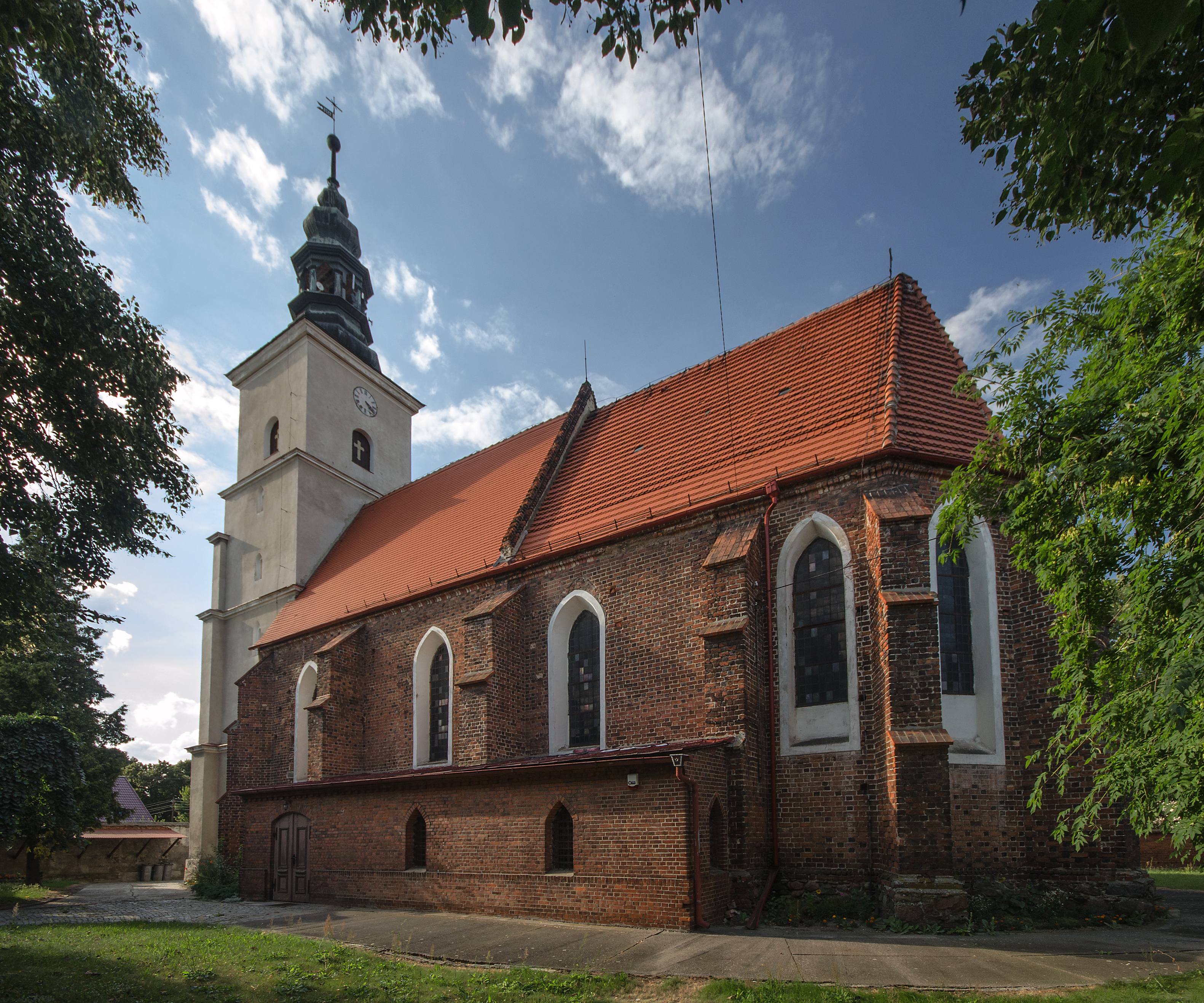
Kościół św. Marcina
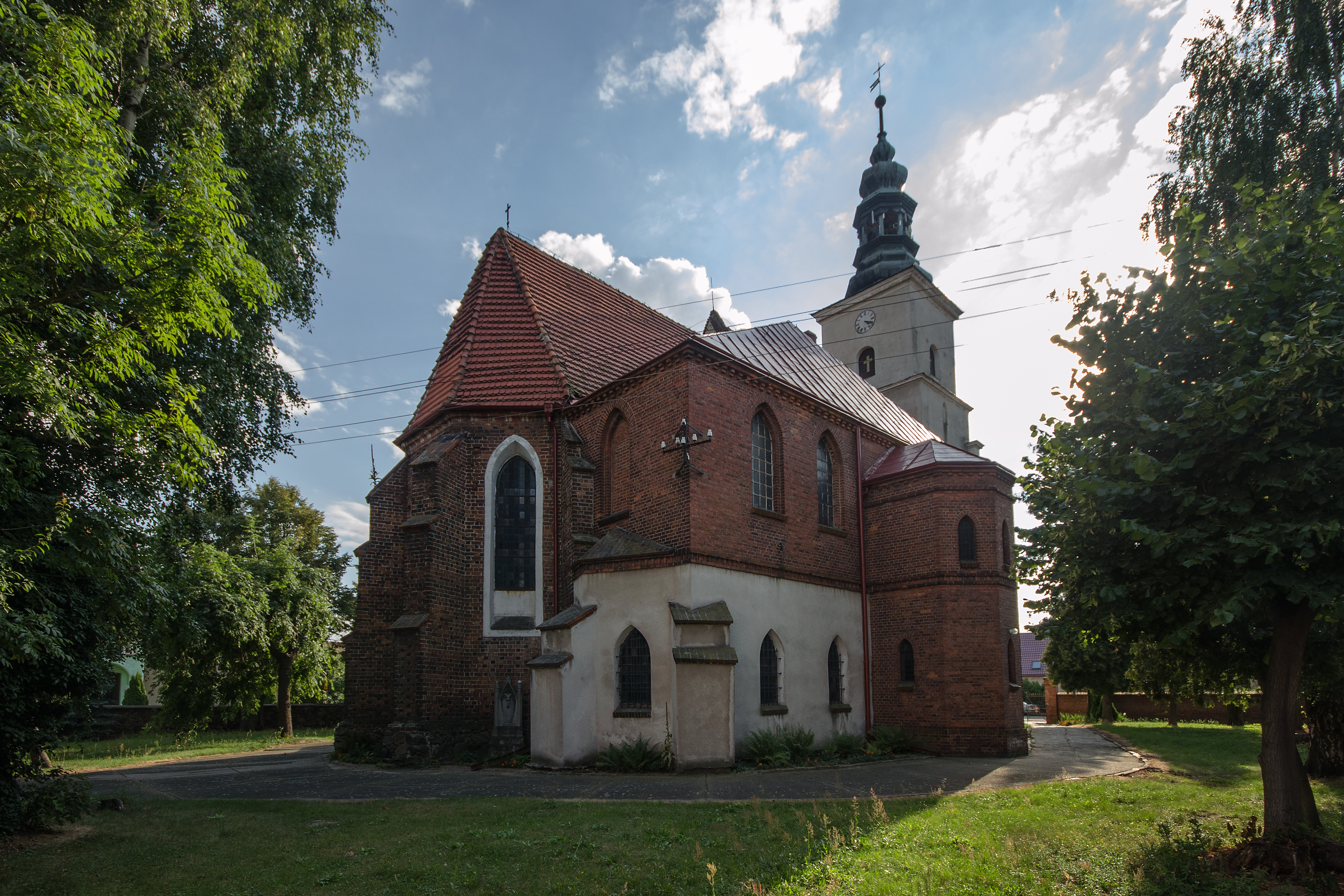
Kościół św. Marcina